# Bahrain International 2002
Die Bahrain International 2002 im Badminton fanden Mitte April 2002 in Manama statt.

## Die Sieger und Platzierten
| Disziplin    | Gold                                | Silber                                 | Bronze                             |
| ------------ | ----------------------------------- | -------------------------------------- | ---------------------------------- |
| Herreneinzel | Ali Shahhosseini                    | Golam Reza Bagheri                     | Arash Abdul Mohamadian             |
| Herreneinzel | Ali Shahhosseini                    | Golam Reza Bagheri                     | Afshin Bozorgzadeh                 |
| Herrendoppel | Afshin Bozorgzadeh Ali Shahhosseini | Golam Reza Bagheri Jalal Eskandare     | Rami Al-Sheikh Tariq Fawir         |
| Herrendoppel | Afshin Bozorgzadeh Ali Shahhosseini | Golam Reza Bagheri Jalal Eskandare     | Antonis C. Lazarou Nicolas Pissis  |
| Dameneinzel  | Iva Vrova Al-Katrib                 | Diana Knekna                           | Dometia Ioannou                    |
| Dameneinzel  | Iva Vrova Al-Katrib                 | Diana Knekna                           | Hadil Kareem                       |
| Mixed        | Hadil Kareem Tarek Shalhoum         | Nawras Abdul Wahid Iva Vrova Al-Katrib | Diana Knekna Nicolas Pissis        |
| Mixed        | Hadil Kareem Tarek Shalhoum         | Nawras Abdul Wahid Iva Vrova Al-Katrib | Antonis C. Lazarou Dometia Ioannou |